# Broch (arquitectura)

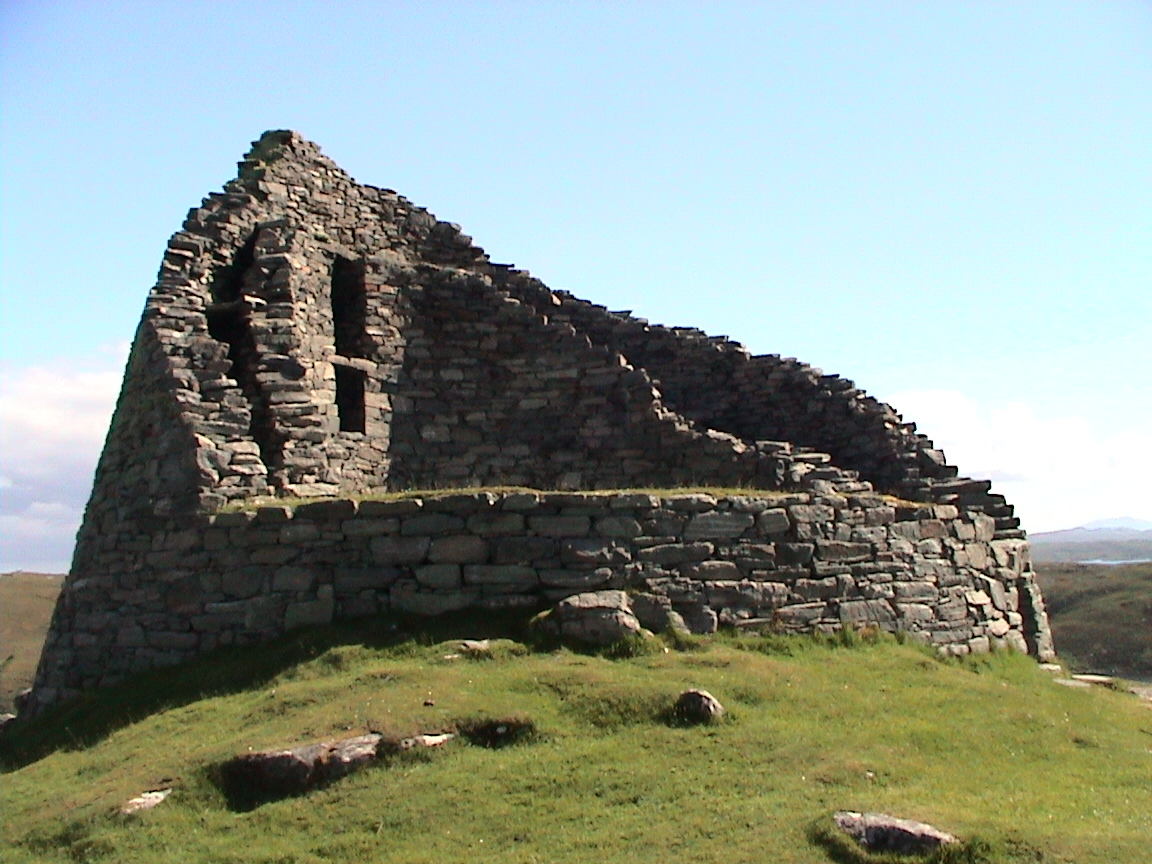
Broch de Dun Carloway en la isla de Lewis.

Un broch es una torre construida en piedra seca durante la Edad del Hierro escocesa (250 a. C. a 500 d. C.) que se encuentran en gran número en el norte de Escocia (Caithness y Sutherland), las islas del norte (Shetland, Orcadas) y las Hébridas (Lewis, Skye, Mull, Uist, etcétera). Se trata de macizas torres circulares troncocónicas que se pueden elevar hasta 13 metros (Broch de Mousa). Alrededor, como en Gurness, se pueden encontrar los restos de viviendas. El broch, por su forma de castillo, se pensaba que podía servir para proteger a la población durante conflictos tribales pero la falta de aperturas además de una estrecha puerta lo hace improbable. Se piensa que ciertos brochs fueron reconstruidos posteriormente por los pictos.[cita requerida]
Existe una definición amplia de brochs según el tipo de base: sólida (representada por Dun Telve) o con una galería continua (Gurness), pero la distinción no es tan clara. Solo Mousa queda con su configuración completa, mientras otros brochs, como Dun Carloway (Lewis), Dun Telve y Dun Troddan (Glenelg), Dun Dornaigil (Sutherland) o Midhowe (Islas Orcadas) solo conservan, a lo más, un tercio de su volumen y de lo que se cree fue la altura original.